# SN 1967I
SN 1967I – supernowa odkryta 1 lipca 1967 roku w galaktyce PGC0055175. W momencie odkrycia miała maksymalną jasność 18,50m.